# Phrictus minutacanthis
Phrictus minutacanthis är en insektsart som beskrevs av Caldwell 1945. Phrictus minutacanthis ingår i släktet Phrictus och familjen lyktstritar. Inga underarter finns listade i Catalogue of Life.